# حسين المعتوق
الشيخ حسين عبد الله المعتوق، عالم دين مسلم شيعي كويتي، وأمين عام التحالف الإسلامي الوطني الحركة الشيعة الأكبر في الكويت

## دراسته و تأسيس الحوزة العلمية
درس العلوم الدينية في مدينة قم في الجمهورية الإسلامية في إيران وهو في السادسة عشر من العمر، و قام بتأسيس حوزة الإمام الحسن المجتبى في الكويت في منطقة مشرف حيث نقلت لاحقاً إلى الرميثية.

## مؤلفاته
له العديد من الكتب والمؤلفات أبرزها:
- جذور الانحراف
- الدروس الفقهية في شرح الروضة البهية
- منهاج المتقين
- الانصاف في مسائل الخلاف (متكون من 4 أجزاء على الأقل)

## إعتقاله
في تاريخ 1 سبتمبر 2015 قام بإلقاء خطبة في مسجد الإمام الحسين عبر فيها عن رأيه خلف ما حصل من اعتداءات وتعذيب لأفراد خلية العبدلي خلية العبدلي حيث أعتقل بعدها بشهر وفي تاريخ 2 ديسمبر 2019 تم حكم عليه بالحبس 5 سنوات بتهمة التستر والتخابر مع إيران. إلا أنه تمكن من الذهاب إلى مدينة قم في إيران قبل تنفيذ الحكم والبقاء فيها حتى صدور العفو الأميري الكريم. وعاد للكويت بتاريخ 27 نوفمبر 2021.